# 압토자보츠카야역 (모스크바 중앙 순환선)
압토자보츠카야역(러시아어: Автозаводская)은 모스크바 지하철 모스크바 중앙 순환선의 역이다.

## 환승
압토자보츠카야 역에서는 자모스크보레츠카야 선의 압토자보츠카야 역으로 환승이 가능하다.